# Serguéi Kopliakov
Serguéi Kopliakov (Orsha, Unión Soviética, 23 de enero de 1959) es un nadador soviético retirado especializado en pruebas de estilo libre, donde consiguió ser campeón olímpico en 1980 en los 200 y 4x200 metros.

## Carrera deportiva
En las Olimpiadas de Montreal 1976 ganó la plata en los relevos de 4x200 metros estilo libre.
En los Juegos Olímpicos de Moscú 1980 ganó la medalla de oro en los 200 metros libre, con un tiempo de 1:49.81 segundos que fue récord olímpico, oro también en los relevos de 4x200 metros, por delante de Alemania del Este y Brasil, y plata en 4 x 100 metros estilos, tras Australia y por delante de Reino Unido.